# Gare de Montville
Gare de Montville vasútállomás Franciaországban, Montville településen.

## Vasútvonalak
Az állomást az alábbi vasútvonalak érintik:
- Malaunay-Le Houlme-Dieppe-vasútvonal

## Kapcsolódó állomások
A vasútállomáshoz az alábbi állomások vannak a legközelebb:
- Gare de Clères
- Gare de Malaunay - Le Houlme